# Большаков, Александр Николаевич
Алекса́ндр Никола́евич Большако́в (27 августа 1946, Ленинград, СССР) — советский баскетболист. Разыгрывающий защитник. Заслуженный мастер спорта СССР (1974).
Окончил Ленинградский кораблестроительный институт (1976).

## Биография
Начинал заниматься баскетболом в школе Смольнинского района (ныне часть Центрального) Санкт-Петербурга.
В 1964—77 выступал за «Спартак» (Ленинград).
В команде Большакова называли «зайцем». Играл в «Спартаке» на позиции разыгрывающего. Имел существенный для баскетболиста недостаток — плохой бросок со средней дистанции (3-очковой зоны в то время не существовало). Но у него был и громадный плюс: активная игра в защите. Он умел посадить своего личного противника на голодный паек, и часто баскетболисты, обычно добывавшие за матч по 20—25 очков, покидали площадку с пятью-шестью. Так, на ЧМ-1974 он начисто закрыл американца Джона Лукаса, ставшего вскоре звездой НБА. По признанию Кондрашина, Большаков был лучшим в команде на ЧМ-1974.
Окончил ЛКИ.
С 1978 г. — тренер детских команд ленинградского «Спартака», в 1980—1991 гг. — мужской команды «Спартак» (Ленинград) — бронзового призёра первенства СССР 1981 г. Также работал тренером клубной команды в Кувейте. Был тренером сборной Малайзии, которая вместе с ним стала победителем первенства Юго-Восточной Азии.
В настоящее время занимается бизнесом.

## Достижения
- Чемпион мира 1974
- Серебряный призёр первенства Европы 1975
- Чемпион СССР 1975; серебряный призёр — 1970—74, 1976; бронзовый — 1969
- 2-й призёр VI Спартакиады народов СССР (1975)
- Победитель турнира Универсиады 1970
- Победитель КОК 1973, 1975